# Peneireiro-da-reunião
Peneireiro-da-reunião ou francelho-da-reunião (Falco duboisi) é uma espécie extinta de ave da família dos falconídeos. Era endêmico da ilha da Reunião, uma das ilhas Mascarenhas. É conhecido através de ossos subfósseis e relatos escritos de Sieur Dubois publicados em 1674.